# Guvernoratul Ta'izz
Ta'izz (în arabă:تعز) este un guvernorat în Yemen. Reședința sa este orașul Ta'izz.